# Capian
Capian é uma comuna francesa na região administrativa da Nova Aquitânia, no departamento da Gironda. Estende-se por uma área de 18,24 km². Em 2010 a comuna tinha 753 habitantes (densidade: 41,3 hab./km²).